# El mundo de Odiseo
El mundo de Odiseo, cuyo título original en inglés es The World of Odysseus, es una de las principales obra de Moses I. Finley, historiador norteamericano especializado en Historia Antigua de Grecia. Pertenece a la historia social y de las ideas, tal y como explícitamente declara el propio Finley en el prólogo a la segunda edición de su obra quizás más conocida y reconocida. La edición utilizada para esta reseña tendencial de "El mundo de Odiseo" es la correspondiente al volumen 158 de Breviarios del Fondo de Cultura Económica, publicada en 1984. Consta de 231 páginas. La primera edición de la obra salió a la luz en 1954.

## Perfil del autor
Moses I Finley está considerado por los especialistas como un personaje clave en el desarrollo de la llamada historia social. Nació en Nueva York en 1912. En los años cincuenta se vio obligado a exiliarse como consecuencia de la campaña anticomunista conocida como caza de brujas, que se desarrolló en los Estados Unidos durante la época álgida de la guerra fría y afectó a numerosas y conocidas personalidades de la cultura norteamericana. Murió en 1986 en Cambridge, Reino Unido, país en el que se nacionalizó y donde alcanzó el título de Sir.
De formación académica jurídica además de histórica, trabajó como profesor en la Universidad de Columbia y en el City College de Nueva York, donde se relacionó con miembros de la Escuela de Frankfurt, exiliados en los Estados Unidos desde el ascenso del nazismo en Alemania.
En 1952 perdió su cátedra en la Rutgers University por presiones del 'macarthismo' -del senador McArthy, impulsor de la 'caza de brujas'-. Dos años después fue citado por el llamado 'Comité de Actividades Antiamericanas' del Senado, ante el cual se negó a declarar invocando la Quinta Enmienda de la Constitución norteamericana. A raíz de su posicionamiento de principios en defensa de las libertades fue víctima del ostracismo y no pudo encontrar trabajo en los Estados Unidos. Ya en Inglaterra, enseñó estudios clásicos e Historia Antigua en la Universidad de Cambridge.
En realidad Finley no era marxista militante, pero en la época en que le tocó vivir -la de las convulsiones sociales y políticas del siglo XX- eligió, como estudioso de la historia un camino, que ayudara a que las ciencias sociales y la historia en particular se sacudieran el yugo del servilismo hacia los poderes establecidos, sustituyendo la linealidad positivista tradicional por planteamientos historiográficos interdisciplinares que se alimentaran también de la antropología, la economía y la sociología y que dieran protagonismo histórico al conjunto de la sociedad y no sólo a sus élites gobernantes, buscando también en la historia antigua respuestas a los problemas sociales.
Influido por Max Weber y representantes de la nueva historia sociológica como Pirenne, Bloch o el propio Rostovtzeff, se entregó a la idea de que la historia no necesita sólo ser descrita sino también explicada pero siempre desde un distanciamiento crítico hacia los esquemas historiográficos totalizadores y apriorísticos.

## Enfoque historiográfico
'El mundo de Odiseo' es una de sus primeras contribuciones a la historia antropológica económica en un enfoque sustantivista, es decir, que coloca a la sociedad como sustancia central del estudio histórico sobre la realidad-.
Consecuentemente, la Ilíada y la Odisea son para Finley y por lo tanto, su producto, 'El mundo de Odiseo', “el retrato de una sociedad” en el que importa más la comprensión de las implicaciones antropológicas del relato homérico y su papel como expositor de la mentalidad y los modos de vida de la Grecia arcaica que el hecho de su mayor, menor o acaso inexistente historicidad.

## Estructura
El libro de Finley está dividido en dos bloques, el relato propiamente dicho y un ensayo bibliográfico. Separados por dos apéndices: uno en el que utiliza algunas críticas públicas a su trabajo para resituar al lector en el significado y alcance concretos de su obra; otro dedicado a Schliemann en el que intenta fijar la realidad arqueológica de la Troya excavada ya en gran parte en las fechas en que se publica esta segunda edición, “cien años después”, como remarca, del descubrimiento por el arqueólogo alemán del emplazamiento de la hasta entonces sólo mítica Troya.
El cuerpo principal de la obra consiste en cinco capítulos dedicados respectivamente a 'Homero y los griegos', 'Bardos y héroes', 'Riqueza y trabajo', 'El hogar, el parentesco y la comunidad' y 'Ética y valores'. En el tercero, es decir, en 'Riqueza y trabajo', por ejemplo, Ítaca es el escenario en el que se presentan las formas de vida y relación social normales en la época, es decir, la vida cotidiana al margen de la guerra y los combates. Aunque esa  vida cotidiana en la casa de Odiseo esté alterada precisamente por la prolongada  ausencia del amo. En ese retrato de la sociedad Finley dibuja enseguida la línea horizontal que separaba la sociedad homérica en dos grupos bien definidos y diferenciados: la aristocracia y el resto, la multitud casi anónima, de individualidades indefinibles y borrosas.

## La sociedad griega arcaica
Esa multitud, que engloba a libres y esclavos -más bien esclavas- es la que realiza todos los trabajos tanto domésticos como en el campo o artesanales. A los artesanos esa carga les corresponde porque son demioergoi, 'los que trabajan para la gente'. Es decir, no son aristócratas, no son aristoi. Para explicar su lugar en la sociedad Finley recurre a la antropología al comparar la función de los demioergoi -zapateros, herreros, médicos, especialistas en general- en la kábila argelina y otras sociedades primitivas actuales. Concluyendo que debían estar a disposición del demos, del conjunto de la población -de ahí demioergoi- porque todos sabían arar, cultivar huertos o cuidar ganado y ordeñar, pero no todos sabían forjar herramientas de hierro.
La comunidad de especialistas artesanos era una comunidad errante o más bien ambulante. Viajaban de pueblo en pueblo ofreciendo sus servicios como todavía hacen hoy los escasos afiladores o herreradores que quedan.
Los thes, los esclavos y los therapontes eran, por ese orden de abajo a arriba, los estratos más bajos de una  sociedad estructurada para el servicio al señor. Quien era más rico en tanto más esclavos y sirvientes tenía, en una situación de privilegio que seguramente procedía de la herencia familiar. De ahí el gusto por las genealogías que acababan siempre en alguna divinidad, porque esas listas de antepasados cumplían una función similar a las escrituras de propiedad y los títulos de nobleza de las sociedades modernas.
El oikos es sobre todo la unidad de consumo, el centro al que se destinan los bienes que producen la tierra y el ganado que pertenecen al noble y cuyo objetivo económico era la satisfacción de la demanda del señor y su gente. Por eso los pretendientes, todos nobles, naturalmente, pasan el día en el palacio de Odiseo comiendo y bebiendo y dado que el amo está ausente, resulta casi natural que los criados y esclavos les sirvan. Porque todo lo que se produce o se caza o se recolecta se deposita en la casa solariega para su redistribución a las órdenes o según las instrucciones del señor. La primera parte -el depósito- se realiza como siempre porque la casa de Penélope sigue funcionando. La segunda -la redistribución- es totalmente anómala porque el señor está ausente y su lugar lo ha ocupado la caterva de nobles pretendientes y gorrones.

## Héroe y sociedad en la Grecia Arcaica
Se podría objetar que la metodología de Finley implica excesivas generalizaciones sobre los modos de vida en la Grecia del relato homérico, pero Finley no llega a sus conclusiones solo por la “lectura minuciosa” y un extraordinario sentido común. Sino porque esa lectura minuciosa de Finley de la Ilíada y la Odisea está respaldada por un amplio conocimiento de la historiografía sobre la Grecia antigua, pero sobre todo por el dominio de la metodología antropológica, por su manejo de conceptos económicos trasladados a la época y por su conocimiento del griego antiguo.
En otras partes de su libro Finley analiza minuciosamente también las funciones que correspondían al héroe homérico en consecuencia con su posición social. En realidad el comportamiento de todos, tanto nobles como plebeyos, estaba determinado por su posición social. Que está relacionada directamente con las relaciones de parentesco y el papel que cumple la familia amplia como núcleo básico administrador de justicia, por ejemplo, en una sociedad dividida en pequeñas comunidades y por lo tanto sin autoridades centrales para impartir justicia. La sociedad homérica era, según éste retrato, como si la jurisdicción privada, que en las sociedades occidentales contemporáneas prácticamente ha desaparecido en beneficio de la  jurisdicción estatal, fuera en aquellos tiempos la única realmente existente.
Este es el hilo que a lo largo de todo el libro va desenredando Finley, apoyándose en comparaciones y análisis unas veces antropológicos, otras económicos y otras lingüísticos. Así se desentraña la función económica del regalo como base del comercio, de las fiestas, los simposios y los banquetes como elementos cohesionadores y redistributivos de la sociedad griega, cuya micenidad, por cierto, pone en duda el autor.